# Réalités (magazine tunisien)
Pour les articles homonymes, voir Réalités.
Réalités (arabe : حقائق) est un magazine hebdomadaire de Tunisie. Indépendant, il est édité par le groupe Maghreb Media.
Fondé en janvier 1979, il fait l'objet de quatre suspensions, de saisies dans les kiosques, de multiples procès et de pressions financières, aussi bien sous la présidence de Habib Bourguiba que de Zine el-Abidine Ben Ali,.
En 2015, Néjib El Ouerghi et Faouzi Bouzaiene sont respectivement directeur de la rédaction et rédacteur en chef.